# Colonia Colosio
Colonia Colosio är en ort i Mexiko.   Den ligger i kommunen San Pedro Tapanatepec och delstaten Oaxaca, i den sydöstra delen av landet, 600 km sydost om huvudstaden Mexico City. Colonia Colosio ligger 20 meter över havet och antalet invånare är 423.
Terrängen runt Colonia Colosio är platt åt sydost, men åt nordväst är den kuperad. Terrängen runt Colonia Colosio sluttar söderut. Runt Colonia Colosio är det ganska glesbefolkat, med 24 invånare per kvadratkilometer. Närmaste större samhälle är Chahuites, 0,53 km norr om Colonia Colosio. Omgivningarna runt Colonia Colosio är en mosaik av jordbruksmark och naturlig växtlighet.